# مارتن لونغ
مارتن لونغ (بالإنجليزية: Martin Long)‏ هو شخصية أعمال ومدير بريطاني، ولد في 26 أغسطس 1960.